# Mabini (Davao de Oro)
Mabini è una municipalità di terza classe delle Filippine, situata nella Provincia di Davao de Oro, nella Regione del Davao.
Mabini è formata da 11 baranggay:
- Anitapan
- Cabuyuan
- Cadunan
- Cuambog (Pob.)
- Del Pilar
- Golden Valley (Maraut)
- Libodon
- Pangibiran
- Pindasan
- San Antonio
- Tagnanan (Mampising)